# California Proposition 8 (2008)
Die California Proposition 8 (engl. „Kaliforniens Vorschlag 8“, im Sinne von Gesetzesvorschlag Nr. 8 für Kalifornien) aus dem Jahr 2008 war eine Volksinitiative zur Änderung der kalifornischen Verfassung per Volksabstimmung mit dem Ziel, nur noch heterosexuelle Ehen staatlich anzuerkennen. In der Abstimmung am 4. November 2008 sprach sich die Mehrheit der Abstimmenden für den Vorschlag und damit gegen die gleichgeschlechtliche Ehe aus. Die Kampagne um Proposition 8 und die Konsequenzen der erfolgreichen Abstimmung hatten erheblichen Einfluss auf die Politik und Rechtsprechung der Vereinigten Staaten in den darauf folgenden Jahren.
2010 erklärte ein Bundesgericht die Proposition 8 von 2008 für verfassungswidrig. Einsprüche gegen dieses Urteil wies der Oberste Gerichtshof der Vereinigten Staaten im Juni 2013 zurück, so dass die Änderung der kalifornischen Verfassung durch die Proposition 8 zwar bestehen blieb, jedoch nicht mehr angewendet werden durfte.
Im November 2024 wurde in Kalifornien unter der Bezeichnung Proposition 3 eine weitere Verfassungsänderung vom kalifornischen Stimmvolk angenommen, die die Änderungen der Proposition 8 von 2008 rückgängig machte und darüber hinaus das Recht auf Ehe als Grundrecht in die Verfassung aufnahm.

## Hintergrund
Ausgangspunkt für die Abstimmung war das Urteil im Fall „In re Marriage Cases“ des Obersten Gerichtshofes Kaliforniens vom 15. Mai 2008. Darin befanden die Richter, dass Gesetze, die Menschen aufgrund ihrer sexuellen Orientierung unterschiedlich behandeln, strengsten rechtlichen Anforderungen („strict scrutiny“) genügen müssten. Die bestehenden Gesetze, mit denen das Eherecht auf Paare unterschiedlichen Geschlechts beschränkt wird, erfüllten diese Anforderungen jedoch nicht und würden daher gegen die kalifornische Verfassung verstoßen, sie seien daher nicht mehr anzuwenden. Infolgedessen begannen die kalifornischen Behörden ab Juni 2008, gleichgeschlechtliche Eheschließungen vorzunehmen.
Eine Aufhebung des Urteils des Obersten Gerichtshofs war nur per Änderung der Verfassung des Staats Kalifornien möglich, die zwingend durch eine Volksabstimmung bestätigt werden muss. Anberaumt werden kann ein solches Plebiszit entweder von einer Zweidrittelmehrheit der Legislative oder durch eine Volksinitiative von 8 % der kalifornischen Wähler. Da eine entsprechende Initiative aus dem Kalifornischen Unterhaus nicht zu erwarten war, starteten die Gegner der gleichgeschlechtlichen Ehe eine Unterschriftensammlung für eine entsprechende Gesetzesinitiative aus dem Volk. Sie sammelten insgesamt 1.120.801 Unterschriften, weit mehr als die 694.354 benötigten gültigen Unterstützungen. Die Initiative wurde am 2. Juni 2008 offiziell bestätigt und die Gesetzesvorlage unter der Bezeichnung Proposition 8 für den am 4. November 2008 angesetzten Wahltag zur Abstimmung gestellt.

## Text
Proposition 8 bestand aus zwei Absätzen. Der vollständige Antragstext lautete:
| Englisch | Deutsch |
| --- | --- |
| Section I. Title This measure shall be known and may be cited as the “California Marriage Protection Act”. Section 2. Article I. Section 7.5 is added to the California Constitution, to read: Sec. 7.5. Only marriage between a man and a woman is valid or recognized in California. | Absatz 1. Titel Dieses Gesetz soll als „Eheschutzgesetz Kaliforniens“ bezeichnet und zitiert werden. Absatz 2. Artikel 1, Absatz 7.5 wird der Verfassung Kaliforniens mit folgendem Inhalt hinzugefügt: Absatz 7.5. Nur die Ehe zwischen einem Mann und einer Frau ist in Kalifornien gültig bzw. wird in Kalifornien anerkannt. |

## Kampagnen

Populäres Symbol zum Zeichen der Ablehnung von Proposition 8 und des Defense of Marriage Act, angelehnt an das blau-gelbe Logo der Human Rights Campaign.

Nachdem Proposition 8 die Unterschriftenhürde nahm, starteten sowohl Gegner als auch Befürworter umfangreiche Medienkampagnen. Hierfür sammelten beide Seiten insgesamt über 83 Millionen US-Dollar an Spendengeldern ein, womit die Kampagnen um Proposition 8 nach der Präsidentschaftswahl der teuerste politische Kampf im Jahr 2008 wurden. Nach den veröffentlichten Unterlagen der Kampagnenorganisationen erhielten sie Unterstützung von über 64.000 Menschen aus allen amerikanischen Bundesstaaten und aus über 20 Staaten.
Auf Seiten der Befürworter der Verfassungsänderung sprachen sich insbesondere der Präsidentschaftskandidat der Republikaner John McCain, der frühere Sprecher des Repräsentantenhauses Newt Gingrich sowie Vertreter der römisch-katholischen Kirche, der Mormonen und weiterer religiöser Einrichtungen gegen die gleichgeschlechtliche Ehe aus.
Der Präsidentschaftskandidat der Demokraten Barack Obama sprach sich gegen das Referendum als „spaltenden und diskriminierenden Versuch, die kalifornische Verfassung zu ändern“, aus. Der Kandidat der Demokraten für das Amt des Vizepräsidenten Joe Biden, der kalifornische Gouverneur Arnold Schwarzenegger, die Sprecherin des Repräsentantenhauses Nancy Pelosi sowie die beiden kalifornischen Senatoren im Kongress lehnten den Vorschlag öffentlich ab. Der Ablehnung schlossen sich auch die sechs Bischöfe der kalifornischen Episkopalkirche sowie Vertreter des American Jewish Committee, des National Council of Jewish Women und der Anti-Defamation League an. Eine Koalition von Unternehmern aus dem Silicon Valley unterstützen gemeinsam mit Google, Apple und weiteren Unternehmen die Kampagnen gegen Proposition 8 mit Spenden im sechsstelligen Bereich. Zu den prominenten Gegnern gehörten auch die Hollywood-Schauspieler Tom Hanks, Brad Pitt sowie der Regisseur Steven Spielberg. In den Medien positionierten sich die zehn auflagenstärksten Tageszeitungen in Leitartikeln gegen Proposition 8.

## Umfragen
Im Vorfeld zur Abstimmung wurden eine Vielzahl von Umfragen durchgeführt, mit denen die Meinung der Wähler zur gleichgeschlechtlichen Ehe und der wahrscheinliche Ausgang des Referendums festgestellt werden sollten. In fast allen veröffentlichten Umfragen gab es keine Mehrheit für Proposition 8. Einzige Ausnahme war eine Umfrage, sieben Tage nachdem der Oberste Gerichtshof sein Urteil zugunsten der gleichgeschlechtlichen Ehe gefällt hatte, in der sich 54 % für eine Verfassungsänderung aussprachen.

## Ergebnisse der Abstimmung

Ergebnisse der Abstimmung nach Countys (Yes in blau für Zustimmung, No in grün für Ablehnung)

Bei der Abstimmung am 4. November 2008 sprach sich eine Mehrheit für Proposition 8 aus. Die Verfassungsänderung trat damit sofort in Kraft.
Für Proposition 8 sprachen sich 7.001.084 Wähler aus, dagegen 6.401.482. Da nur eine einfache Mehrheit für die Änderung der Verfassung notwendig ist, war der Vorschlag damit erfolgreich.
| Proposition 8                  | Proposition 8 | Proposition 8 |
|                                | Stimmen       | Anteil        |
| ------------------------------ | ------------- | ------------- |
| Dafür                          | 7.001.084     | 52,24 %       |
| Dagegen                        | 6.401.482     | 47,76 %       |
| Gültige Stimmen                | 13.402.566    | 97,52 %       |
| Ungültige Stimmen/Enthaltungen | 340.611       | 2,48 %        |
| Summe                          | 13.743.177    | 100,00 %      |
| Wahlbeteiligung                | 79,42 %       | 79,42 %       |

Nach der Verfassungsänderung wurden von den kalifornischen Behörden keine weiteren gleichgeschlechtlichen Eheschließungen durchgeführt oder anerkannt.

## Juristische Folgen
Gegner der Proposition 8 legten in den Wochen nach der erfolgten Abstimmung vor Gerichten Kaliforniens sowie vor Bundesgerichten Rechtsmittel mit dem Ziel ein, das Referendum als ungültig erklären zu lassen.
In Kalifornien wurden diese Fälle gemeinsam unter dem Titel „Strauss v. Horton“ verhandelt. Die Kläger machten unter anderem geltend, dass Proposition 8 die Verfassung nicht nur ändere, sondern sie umfassend überarbeite, wofür eine Zweidrittelmehrheit notwendig wäre. Außerdem würde Proposition 8 gegen die Gewaltenteilung verstoßen, weil der Schutz von Minderheiten mittels der Verfassung eine fundamentale Aufgabe der Rechtsprechung wäre, die weder von der Legislative noch durch ein Referendum überstimmt werden könne. Der Oberste Gerichtshof Kaliforniens wies die Klagen jedoch am 29. Mai 2009 mit der Begründung ab, dass Proposition 8 keine fundamentale Einschränkung der durch die kalifornischen Verfassung garantierten Grundrechte darstelle und durch die Änderung letztlich nur der Begriff der Ehe gleichgeschlechtlichen Paaren vorenthalten werde. Insbesondere sei die Verfassungsänderung nicht so zu verstehen, dass gleichgeschlechtlichen Paaren ehegleiche Institutionen wie die bereits bestehenden Lebensgemeinschaften verwehrt wären. Bezüglich der ca. 18.000 gleichgeschlechtlichen Ehen, die vor dem Referendum geschlossen wurden, entschied der Gerichtshof, dass sie weiterhin gültig und wie alle anderen Ehen zu behandeln wären. Maßstab für die Prüfung durch das Gericht war aufgrund der föderalen Struktur der Vereinigten Staaten allein das Recht des Bundesstaates Kalifornien.
Nach diesem Urteil wurden Klagen vor Bundesgerichten eingereicht, die im Verfahren „Perry v. Schwarzenegger“ mündeten. Darin machten die Kläger geltend, dass die Änderung der kalifornischen Verfassung gegen das Rechtsstaatlichkeitsprinzip und den Gleichheitssatz der übergeordneten Verfassung der Vereinigten Staaten verstoßen würde. Nach mündlicher Verhandlung bestätigte der zuständige Richter Vaughn Walker am 16. Juni 2010 die Position der Kläger. Die Änderung der kalifornischen Verfassung blieb damit bestehen, durfte jedoch nicht mehr angewendet werden. Zugleich urteilte Richter Walker, dass über das inkrafttreten seines Urteils noch während eines laufenden Berufungsverfahrens ein höheres Gericht zu entscheiden habe. Im folgenden Berufungsverfahren setzte der United States Court of Appeals am 16. August 2010 die Wirkung von Walkers Entscheidung aus, bestätigte jedoch am 7. Februar 2012 die Verfassungswidrigkeit von Proposition 8 aus 2008. Die unterlegene Partei beantragte am 31. Juli 2012 Certiorari beim Obersten Gerichtshof der Vereinigten Staaten, welcher das Verfahren am 7. Dezember 2012 annahm.
Am 26. Juni 2013 wies das Oberste Bundesgericht die Einsprüche gegen das Urteil des Bundesgerichts von 2010 aus formalen Gründen zurück. Den Initiatoren der Volksinitiative fehle die Klagebefugnis, denn sie seien nicht berechtigt, im Verfahren 2010 als Parteien aufzutreten und die Proposition 8 zu verteidigen, wenn der Bundesstaat Kalifornien das Gesetz nicht verteidigen wollte. Es blieb damit bei der Außerkraftsetzung von Proposition 8. Das Bundesberufungsgericht setzte bereits zwei Tage später die Verfügung Walkers von 2010 in Kraft und ließ damit die Ehe für gleichgeschlechtliche Paare zu. Eine Stunde später wurden die ersten Paare getraut. Kalifornien war damit der 13. der 50 US-Bundesstaaten, in denen gleichgeschlechtliche Paare heiraten können.

## Kulturelle Verarbeitung
- Der Dokumentarfilm 8: The Mormon Proposition (2010) von Reed Cowan und Steven Greenstreet behandelt, wie die Mormonen mit der National Organization for Marriage (die vor allem zusammen mit Katholiken betrieben wird) für die Diskriminierung von Lesben, Schwulen, Bisexuellen und Transgendern (LGBT) eintreten. Der Film deckt geheime Kirchendokumente auf und den großen Geldfluss von Mormonen zur Unterstützung von Proposition 8. Mormonen haben demnach 22 Millionen Dollar in die Kampagne investiert.[13] Der Film trifft auch die Aussage, dass viele Obdachlose im Mormonenstaat Utah jugendliche LGBTs sind, die von ihren Eltern abgelehnt werden. Das Thema obdachloser LGBT-Jugendlicher war ursprünglicher Ausgangspunkt bei Entstehung des Films.
- Im Verfahren Perry v. Schwarzenegger wurden nur wenige „Experten“ als Entlastungszeugen aufgeboten. Nach Ansicht des evangelikalen Führers William Tam führt gleichgeschlechtliche Ehe zu Polygamie, Pädophile und Inzest. Seine fachliche Kompetenz zu dem Thema wurde wegen unzureichender Befassung mit dem Thema stark in Frage gestellt. David Blankenhorn, Gründer und Präsident des Institute for American Values, ist auch für die „alleinige Ehe von Mann und Frau“, musste aber im Kreuzverhör unter Eid eingestehen, dass eine Anerkennung gleichgeschlechtlicher Partnerschaften viele positive Auswirkungen auch für schon darin lebende oder sonst in Kinderheimen lebende Kinder hat.
 Eine Ausstrahlung der Verhandlung wurde auf Initiative der Gegner der gleichgeschlechtlichen Ehe untersagt. Auch nachträgliche Versuche, die Videoaufnahmen des Verfahrens veröffentlichen zu dürfen, um die Gesellschaft über die Vorgänge zu informieren, wurden abgeschmettert. Die schriftlichen Verhandlungsprotokolle sind aber öffentlich. So destillierte Dustin Lance Black aus den abschließenden Aussagen das Theaterstück 8, welches am 19. September 2011 am Broadway in New York uraufgeführt wurde und am 3. März 2012[14] aus Los Angeles weltweit übertragen wurde. Diese beiden Premieren waren mit Schauspielern wie beispielsweise Christine Lahti, Kevin Bacon, Morgan Freeman, George Takei, Brad Pitt und George Clooney sehr prominent besetzt. Das Stück kann ohne Lizenzgebühren landesweit für Aufführungen und Lesungen in Colleges und in Laientheatern (community theatre) verwendet werden.